# Templemore (stacja kolejowa)
Templemore (ang: Templemore railway station) – stacja kolejowa w miejscowości Thurles, w hrabstwie Tipperary, w Irlandii. Znajduje się na ważnej linii Dublin – Cork.
Została otwarta 3 lipca 1848. Stacja jest zarządzana i obsługiwana przez Iarnród Éireann.

## Linie kolejowe
- Linia Dublin – Cork